# Hans-Ulrich Thomale
Hans-Ulrich Thomale (né le 6 décembre 1944 à Sörnewitz en Saxe) est un footballeur allemand qui évoluait au poste de défenseur, avant de devenir ensuite entraîneur.

## Palmarès
| Lokomotive Leipzig - Championnat de RDA : - Vice-champion : 1985-86 et 1987-88. - Coupe de RDA (2) : - Vainqueur : 1985-86 et 1986-87. - Coupe d'Europe des vainqueurs de coupe : - Finaliste : 1986-87. |  | Grazer AK - Championnat d'Autriche D2 (1) : - Champion : 1994-95. |